# Кінстон (Алабама)
Кінстон (англ. Kinston) — місто (англ. town) в США, в окрузі Коффі штату Алабама. Населення — 580 осіб (2020).

## Географія
Кінстон розташований за координатами 31°13′11″ пн. ш. 86°10′12″ зх. д. / 31.21972° пн. ш. 86.17000° зх. д. (31.219604, -86.170075).  За даними Бюро перепису населення США в 2010 році місто мало площу 12,72 км², з яких 12,65 км² — суходіл та 0,06 км² — водойми.

## Демографія
Згідно з переписом 2010 року, у місті мешкало 540 осіб у 227 домогосподарствах у складі 162 родин. Густота населення становила 42 особи/км².  Було 271 помешкання (21/км²).
Расовий склад населення:
| - 95,6 % — білих - 2,0 % — корінних американців - 0,6 % — азіатів - 0,2 % — чорних або афроамериканців |

До двох чи більше рас належало 1,7 %. Частка іспаномовних становила 0,9 % від усіх жителів.
За віковим діапазоном населення розподілялося таким чином: 22,6 % — особи молодші 18 років, 57,8 % — особи у віці 18—64 років, 19,6 % — особи у віці 65 років та старші. Медіана віку мешканця становила 44,0 року. На 100 осіб жіночої статі у місті припадало 88,8 чоловіків;  на 100 жінок у віці від 18 років та старших — 81,7 чоловіків також старших 18 років.
Середній дохід на одне домашнє господарство  становив 37 737 доларів США (медіана — 23 571), а середній дохід на одну сім'ю — 42 110 доларів (медіана — 35 625). За межею бідності перебувало 30,2 % осіб, у тому числі 50,0 % дітей у віці до 18 років та 10,2 % осіб у віці 65 років та старших.
Цивільне працевлаштоване населення становило 186 осіб. Основні галузі зайнятості: роздрібна торгівля — 22,6 %, освіта, охорона здоров'я та соціальна допомога — 22,0 %, сільське господарство, лісництво, риболовля — 13,4 %, транспорт — 10,2 %.